# Moisés Isaakovich Kantor
Moisés Isaákovich Kantor (en ruso: Моисе́й Исаакович Кантор; Ferapontievca, 1879 - Moscú, 1946) fue un profesor, dramaturgo, geólogo, minerólogo y político ruso-argentino, tercer secretario general del Partido Comunista Argentino (1924-1916). También tenía el título de doctor en Ciencias Geológicas y Mineralógicas.

## Biografía

### Familia
Los hijos de su primera esposa, Lidia Aleksándrovna Korobítsina, que participaron en la guerra civil española, fueron Aleksandr Korobitsin (17 de noviembre de 1905 -1 de noviembre de 1968), León Korobitsin (1908 -1942) y un espía soviético y escritor Alekséi Pávlovich Korobitsin (Alekséi Moiséievich Kantor) (29 de diciembre de 1910-24 de marzo de 1966).
El hijo de su segunda esposa, Ida Isáakovna Bóndareva, fue el filósofo y crítico de arte Karl Kantor (22 de diciembre de 1922-9 de febrero de 2008); sus nietos son el escritor, filósofo y crítico literario Vladímir Kantor y el artista y escritor Maxim Kantor.
La hija adoptiva del segundo matrimonio es la poeta, dramaturgo, ensayista, traductora argentina de poesía y prosa rusas al español Lila Guerrero.

## Obra

### Dramaturgia
- Noche de Resurrección: Esbozo dramático en 3 actos // Nosotros: Revista Mensual de Letras. Año XI. T. 25. 1917, p. 181-220.

- Sandro Boticelli: Drama en 3 actos de la época de Renaciemento. Griselda: Leyenda dramática en 1 acto de la Edad Media. Noche de Resurrección: Drama en 3 actos de la era moderna. Buenos Aires : Nosotros, 1919. 178 p.

- Victoria Colonna: Poema dramático en tres actos con un prólogo. Buenos Aires: Nosotros, 1922. 115, XI p., 1 l. retr.

- Halima: Leyenda dramática en un acto // Nosotros: Revista Mensual de Letras. Año XVI. T. 41. 1922 p. 59-71.

- Leyendas dramáticas. Buenos Aires: "Buenos Aires"; Agencia general de librería y publicaciones, 1924. 137, [3] p.

- Lenin. Buenos Aires: J. Samet, 1925. 115 p.

### Filosofía y estética
- La moral de Tolstoï // Nosotros: Revista Mensual de Letras. Año VIII. T. 15. 1914 p. 188-199.
- La guerra europea y sus consecuencias // Nosotros: Revista Mensual de Letras. Año IX. T. 18. 1915 p. 17-25.
- La última tentación de Cristo: sobre una página de Tolstoi // Nosotros: Revista Mensual de Letras. Año IX. T. 19. 1915, p. 21-26.
- Las ideas religiosas de Tolstoy // Nosotros: Revista Mensual de Letras. Año IX. T. 20. 1915, p. 240-257.
- Sobre algunos dramas de Ibsen // Nosotros: Revista Mensual de Letras. Año XT 22. 1916, p. 265-274.
- Amado Nervo como filósofo // Atenea (La Plata, Argentina). Mayo-junio 1919.
- El problema social y la revolución maximalista en Rusia // Revista de filosofía. Año VT 9/1, p. 114-135 Magazine Interamericano, T. 20/13, Sept. 1920, p. 6-18).
- La estética de Croce // Revista de filosofía. Año VII. T. 13/3. 1921, p. 363-393.
- Proletkult // La Antorcha: periódico republicano democrático. 10 feb. 1922.
- La estética de Kant // Valoraciones, v. II. La Plata, 1924, p. 62-67.

### Geología y metalurgia
- Extracción de plata por el método de Pater // Revista de minería. 1907. T. 1, p. 137 p.
- La geología como ciencia aplicada // Boletín de la Instrucción Pública. T. VII. 1913, p. 223-331.
- Minerales de Wolfram en la Sierra de Velasco // Revista del Museo de La Plata. T. 20. 1913, p. 116-124.
- S. Roth, W. Schiller, L. White, M. Kantor, Torres LM Nuevas Investigaciones Geológicas Antropológicas y en el litoral marítimo de la Provincia de Buenos Aires // Anales del Museo Nacional de Historia Natural de Buenos Aires. T. 26. 1915, p. 417-431.
- Contribución al conocimiento de los Cerros de Rosario con sus Yacimientos de mica de la Pcia. de San Luis // Revista del Museo de La Plata. T. 23. 1916, p. 164-174.
- El problema de las inundaciones en Andalgalá (Pcia de Catamarca) // Revista del Museo de La Plata. T. 23. 1916, p. 257-269.
- Nota sobre la primera reunión nacional de ciencias naturales // Nosotros: Revista Mensual de Letras. Año XT 24. 1916, p. 367-369.
- Recorridos oceanográficos en el litoral marítimo de la provincia de Buenos Aires // Anales de la Sociedad Científica Argentina. T. 86. 1918, p. 83-117 (Dep., Buenos Aires: Coni, 1918. 36 p.)
- Investigaciones oceanográficas en el litoral marítimo de la provincia de Buenos Aires // Boletín del Centro naval. T. 36. 1918, p. 567-582.
- Investigaciones oceanográficas en el litoral marítimo de la provincia de Buenos Aires // Primera reunión nacional de la Sociedad Argentina de Ciencias. Buenos Aires, 1919, p. 132-133.
- Nota sobre el Ónix-Mármol de la Pcia. de San Luis // Revista del Museo de La Plata. T. 24. 1919, p. 169-176.
- Carta litológica de la Meseta continental en las proximidades de Quequén (Segundo informe preliminar) // Revista del Museo de La Plata. T. 25. 1921, p. 126-130.
- Guía y catálogo de la Colección de meteoritos existentes en el Museo de la Plata, con mención especial de los meteoritos argentinos // Revista del Museo de La Plata. T. 25. 1921, p. 97-126.
- Monte Hermoso en relación con el origen del limo y loess pampeano // Revista del Museo de La Plata. T. 26. 1922, p. 281-332. (Dep., Buenos Aires: Coni, 1922).
- La formación entrerriana // Anales de la Sociedad Científica Argentina. T. 100. 1925, p. 33-66. (Dep., Buenos Aires: Coni, 1925. 36 p.)
- Discusión Sobre la s posición estratigráfica y antigüedad Relativa de los restos hallados de Industria Humana cuarto Miramar // Physis: Revista de la Sociedad Argentina de Ciencias Naturales. T. VII. n.º 26. 1925, p. 378 sqq.
- Depósito de fosforita de Ural (Pakchuno-Lipovo). M .: Industrial-ped. Instituto de. K. Libknekhta, 1929. 23 p. (Scientific. Obras Industr.-pedagógicos. Inst ellos. Karl Liebknecht. Ser. Sci. v. 3).
- Minerales de hierro fosforoso de la URSS // Trabajo de exploración geológica en el segundo período de cinco años. Materiales de conferencia (12-24 de abril de 1932). Problema 4. M.-L., 1932.
- El estado actual de la investigación científica sobre el mineral Kerch, Sov. metalurgia 1934. N.º 12, p. 539-547.
- Kerch Metalurgia. T. 1 / Ed. prof. M.I. Kantor. M. L. Sverdlovsk: El Estado. nauch.-teh. ed. en negro. y color metalurgia, 1934. 260 con (en la colección del artículo M. Kantor: Características químicas y metalúrgicas del mineral de hierro norte artesa chegene-SALYNSKY Peninsula Kerch: pp. 31-42; El problema de enriquecimiento de mineral de hierro punta Burunskiy artesa: p. 75-83; minerales de Investigación Kerch en arsénico: p. 84-92, Aglomeración de mineral Kerch: p. 179-192).
- Depósitos de hierro Génesis Kerch // Conference Proceedings génesis de mineral de hierro, manganeso y aluminio. M.-L .: Editorial de la Academia de Ciencias de la URSS, 1937, p. 118-148.
- Génesis de los minerales de Kerch / Ed. acad. VR Williams. M .: Agrícola. acad. ellos. KA Timiryazeva, 1938. 80 pp., Ill.
- Estudio del mineral Kerch sobre arsénico // Gipromez . 1939. N.º 7, p. 15-20.
- Geoquímica y metalurgia de minerales Kerch // Izvestiya AN SSSR. Ser. geólogo. 1940. N.º 3, p. 48-63.
- Soil Science, Geochemistry and Biogeochemistry // Colección de memoria acad. VR Williams / Ed. VP Bushinsky. M.-L .: Editorial de la Academia de Ciencias de la URSS, 1942, p. 91-97.
- Unidad de los procesos de concentración y dispersión de elementos químicos, Nauk. Conf. Ción de la Academia Agrícola de Moscú con el nombre de Timiryázev). Problema 2. 1945.
- Perspectivas para el desarrollo de un nuevo yacimiento de minerales de hierro fosforita en la región del norte de Azov // Dokl. Moscú. s.-. acad. Problema 4. M., 1946, p. 88-89.
- Minerales agronómicos y agroindustriales // Carriles Marténovskie sobre la base de minerales Kerch. M.-L .: Editorial de la Academia de Ciencias de la URSS, 1946.